# Puya raimondii
Die Puya raimondii (selten Riesenbromelie genannt) ist eine Pflanzenart aus der Gattung Puya innerhalb der Familie der Bromeliengewächse (Bromeliaceae). Sie ist in Peru, Bolivien und im nördlichen Chile beheimatet. Puya raimondii gedeiht in Höhenlagen von 3500 bis 4500 Metern, besonders an sonnigen und gut bewässerten Hängen.

## Beschreibung und Ökologie
Die Puya raimondii bildet mit bis zu acht Metern Höhe den längsten Blütenstand der Welt, dessen Bildung ein Jahr dauern kann. Aus diesem Grund wurde diese Pflanzenart ins Guinness-Buch der Rekorde eingetragen. Sie hat eine maximale Gesamtwuchshöhe von zwölf Metern.

### Vegetative Merkmale
Puya raimondii wächst als xerophytische, mehrjährige Pflanze. Im Alter von etwa 50 bis 70 Jahren hat das Pflanzenexemplar eine fast kugelige Blattrosette mit bis zu 3 Metern Durchmesser auf einem unverzweigten Stamm mit einer Höhe von etwa 2 bis 5 Metern und einem Durchmesser von etwa 0,5 Metern gebildet. Die derben, steif abstehenden, parallelnervigen Laubblätter laufen in eine scharfe Spitze aus; sie sind 1 bis 2 Meter lang und 6 Zentimeter breit. Der Blattrand ist mit hakig gekrümmten, etwa 1,5 Zentimeter langen Stacheln bewehrt. Die Blattoberseite ist je nach Sonneneinstrahlung glänzend grün bis rötlich, im Alter strohgelb; die Blattunterseite ist dicht angedrückt beschuppt.

### Generative Merkmale
Während der Blütezeit bietet Puya raimondii einen eindrucksvollen Anblick. Der aufrechte Blütenstand ist zusammengesetzt aus zahlreichen traubigen Teilblütenständen und vielen Hochblättern mit Tausenden von Einzelblüten. Der dicke, behaarte Blütenstiel ist etwa 7 Millimeter lang.
Die zwittrigen Blüten sind dreizählig mit doppelter Blütenhülle. Die drei Kelchblätter sind etwa 4 Zentimeter lang und an ihrer Basis behaart. Die drei gelblichgrünen Kronblätter sind etwa 5 Zentimeter lang und drehen sich beim Verblühen schraubig ein. Während der langanhaltenden Blütezeit kann man oft Hunderte Kolibris und andere Vögel beobachten, die die riesigen Blütenstände umschwirren.
Es werden Kapselfrüchte ausgebildet, in denen jeweils viele kleine, flugfähige Samen gebildet werden.
Obwohl diese Pflanze über 100 Jahre alt werden kann, blüht sie nur ein einziges Mal für etwa 9 Monate. Nach der Fruchtreife stirbt das Pflanzenexemplar langsam ab (diese Art ist demnach hapaxanth).

## Gefährdung
Ab Sommer 2016 konnte man für einige Monate in Peru im Carpa-Tal im Huascarán-Nationalpark auf einer Höhenlage von etwa 4500 Meter auf dem Weg zum Pastoruri-Gletscher Hunderte von blühenden Puya raimondii erleben. Es ist nicht bekannt, dass es dieses Phänomen schon einmal gab (s. Fotos unten).
In freier Natur ist sie selten geworden, da sie trotz Schutzprogrammen als Brennstoff verwendet wird, welcher in diesen Höhen knapp ist. Oft werden die Hänge auch abgebrannt, da stachelige Rosetten eine Gefahr für das Weidevieh darstellen können. Am ehesten kann man diese Art im Huascarán-Nationalpark (Peru) betrachten.

## Botanische Geschichte
Das Artepitheton raimondii ehrt den italienischen Naturforscher Antonio Raimondi (1824–1890), der diese Art im Jahr 1867 entdeckte und 1874 als Pourretia gigantea erstmals wissenschaftlich veröffentlichte (allerdings nicht den Regeln gemäß beschrieb). Eine erst 1949 im Nachlass entdeckte Skizze zeigt, dass diese Art wohl von dem österreichischen Universalgelehrten Thaddäus Haenke (1761–1816) während seiner Forschungen in Bolivien, Peru und Chile als erstem europäischen Forschungsreisenden bemerkt worden war.

## Symbolik
Puya raimondii ist das Wahrzeichen Perus.

## Bilder
Am Naturstandort:

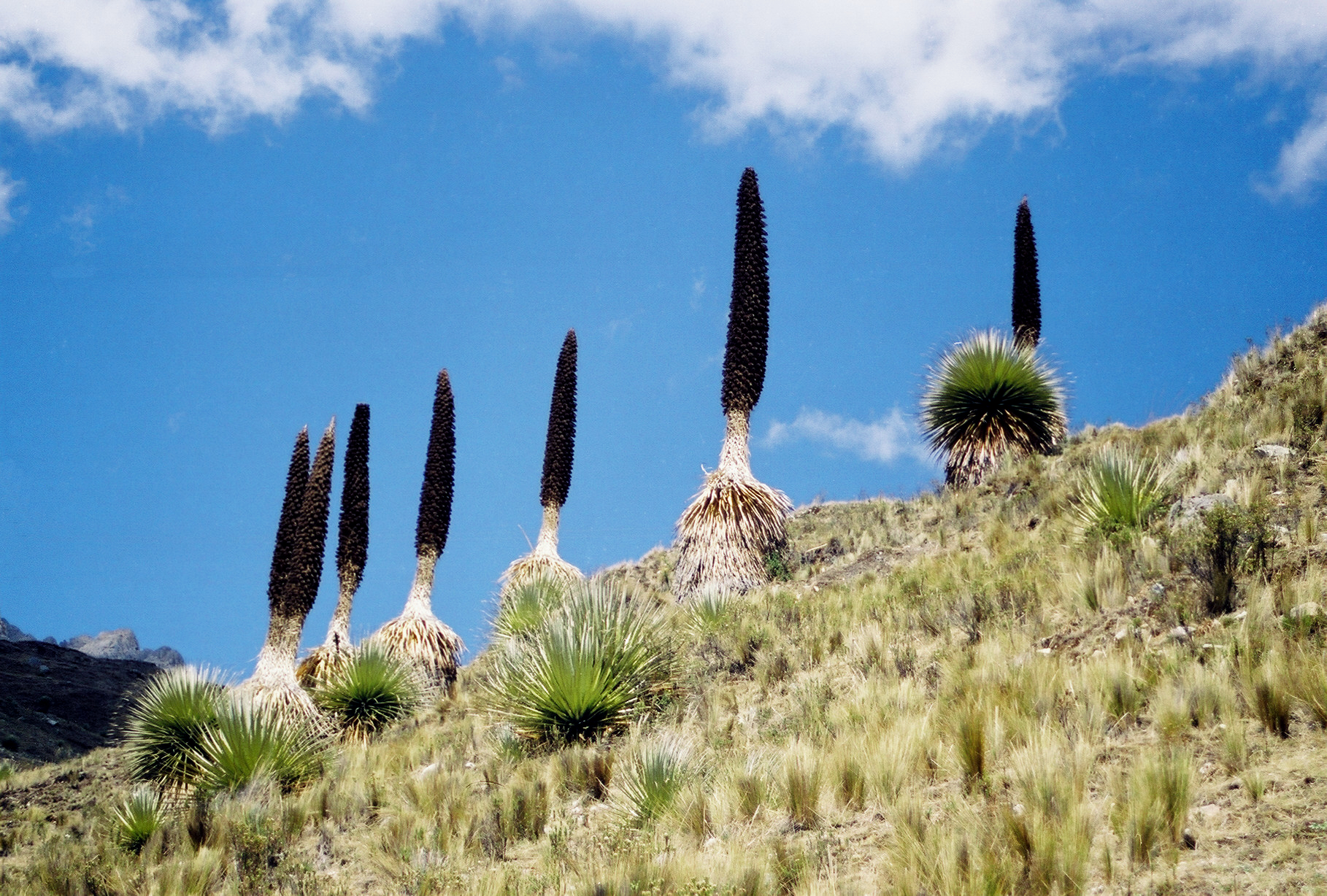
Habitat.
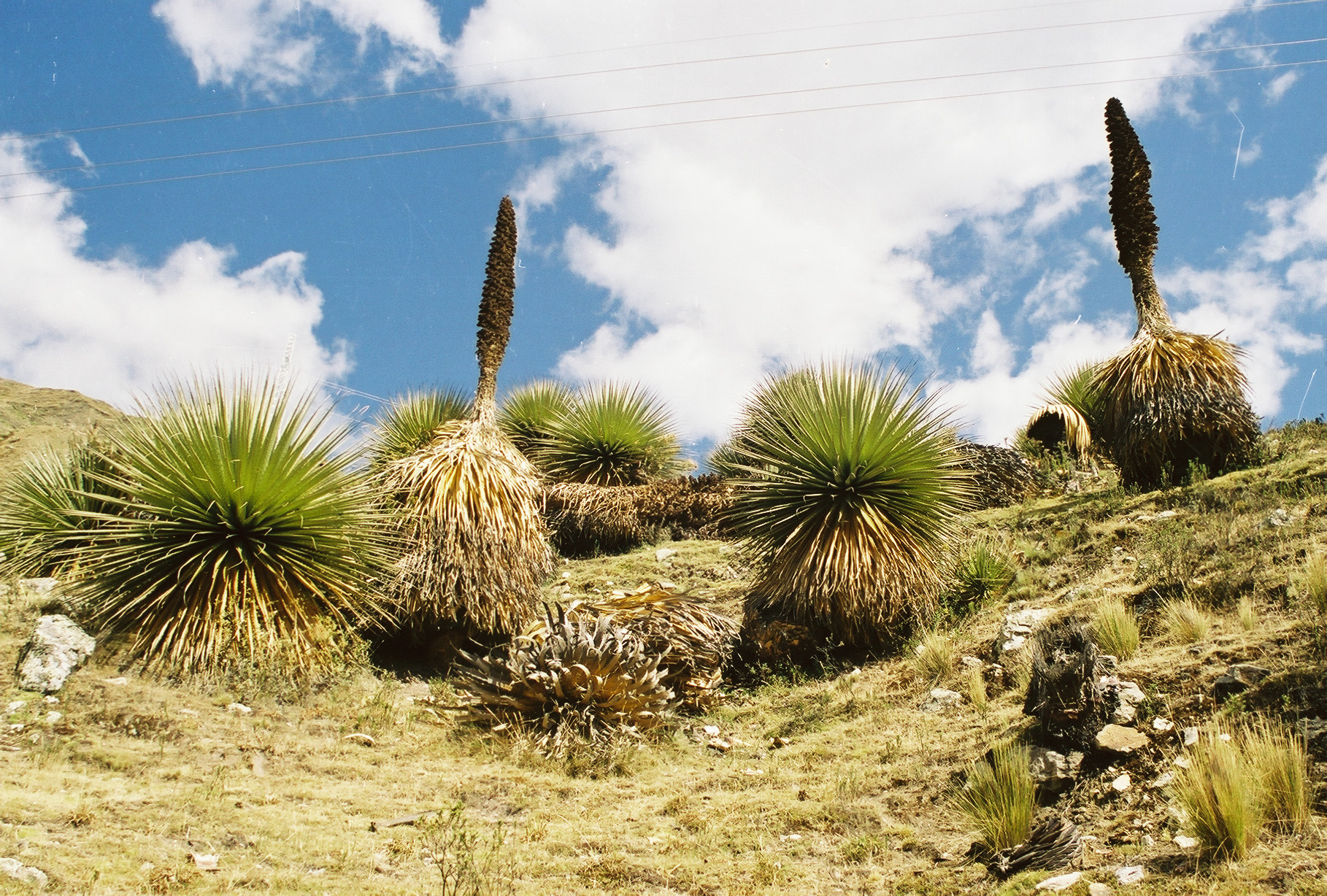
Habitat.
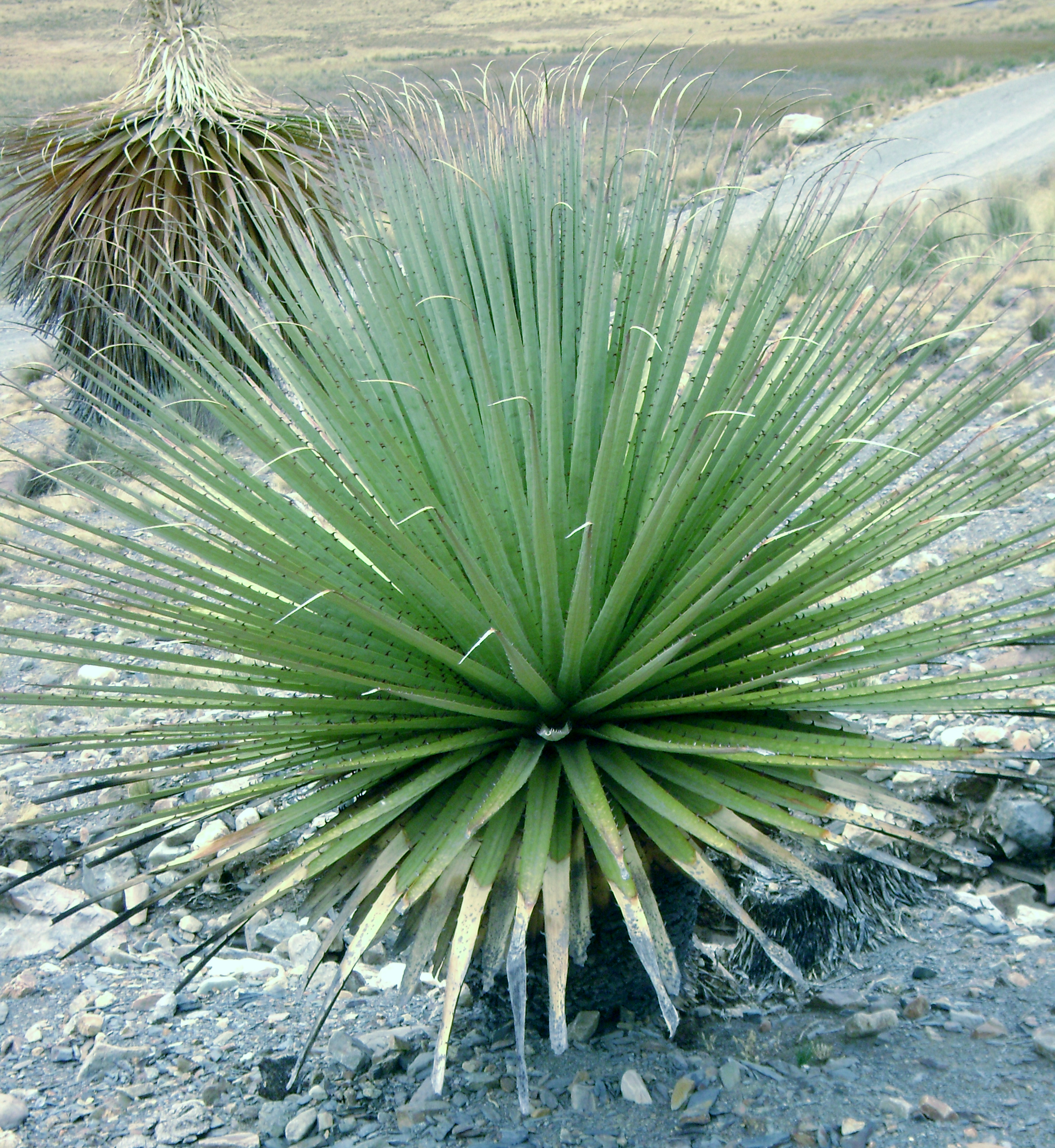
Pflanze vor Bildung des Blütenstandes mit fast kugeliger Blattrosette auf einem Stamm

Umgestürzte Pflanze von Puya raimondii im San Francisco Botanical Garden:

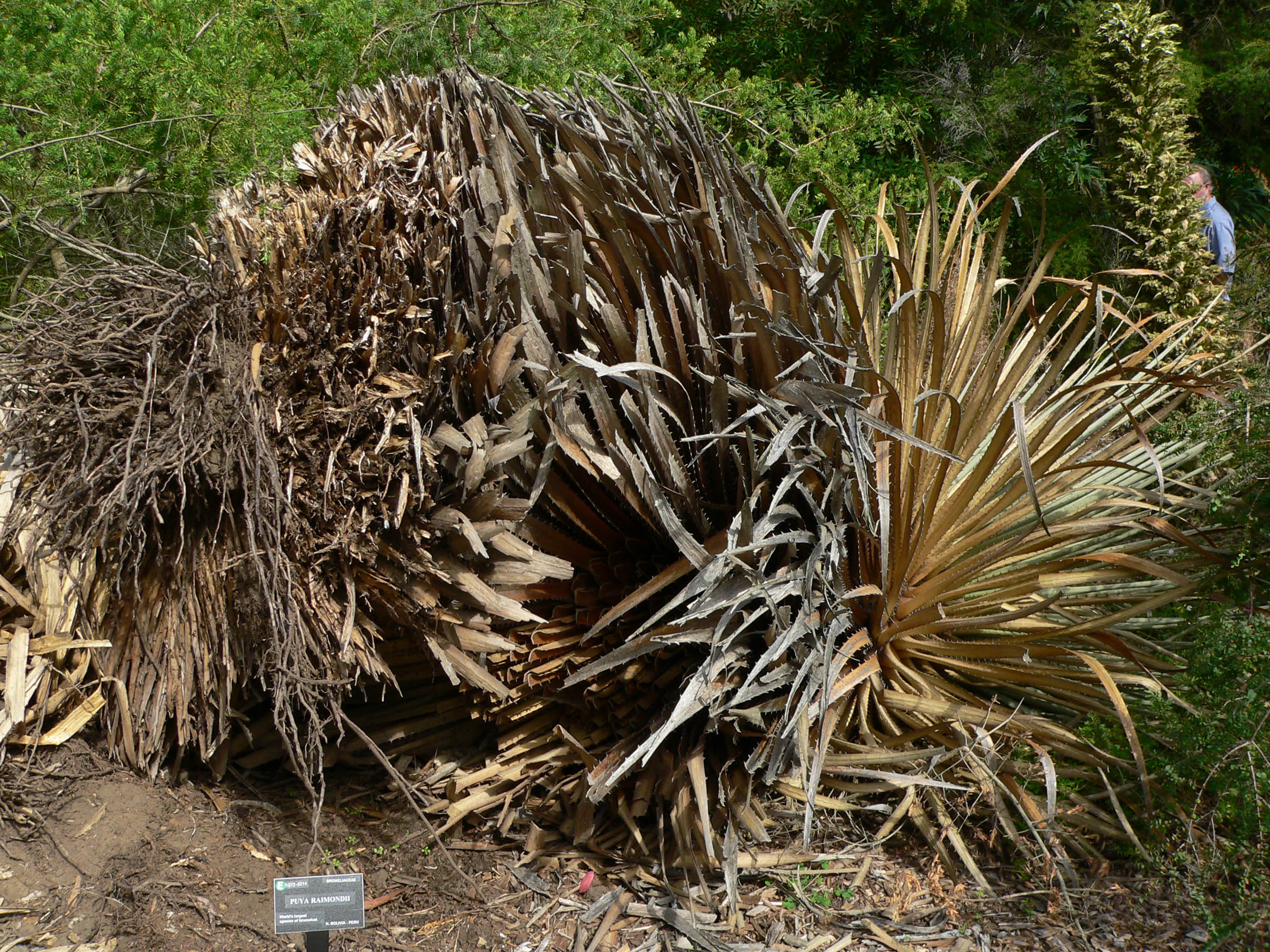
Umgestürzte Pflanze im San Francisco Botanical Garden
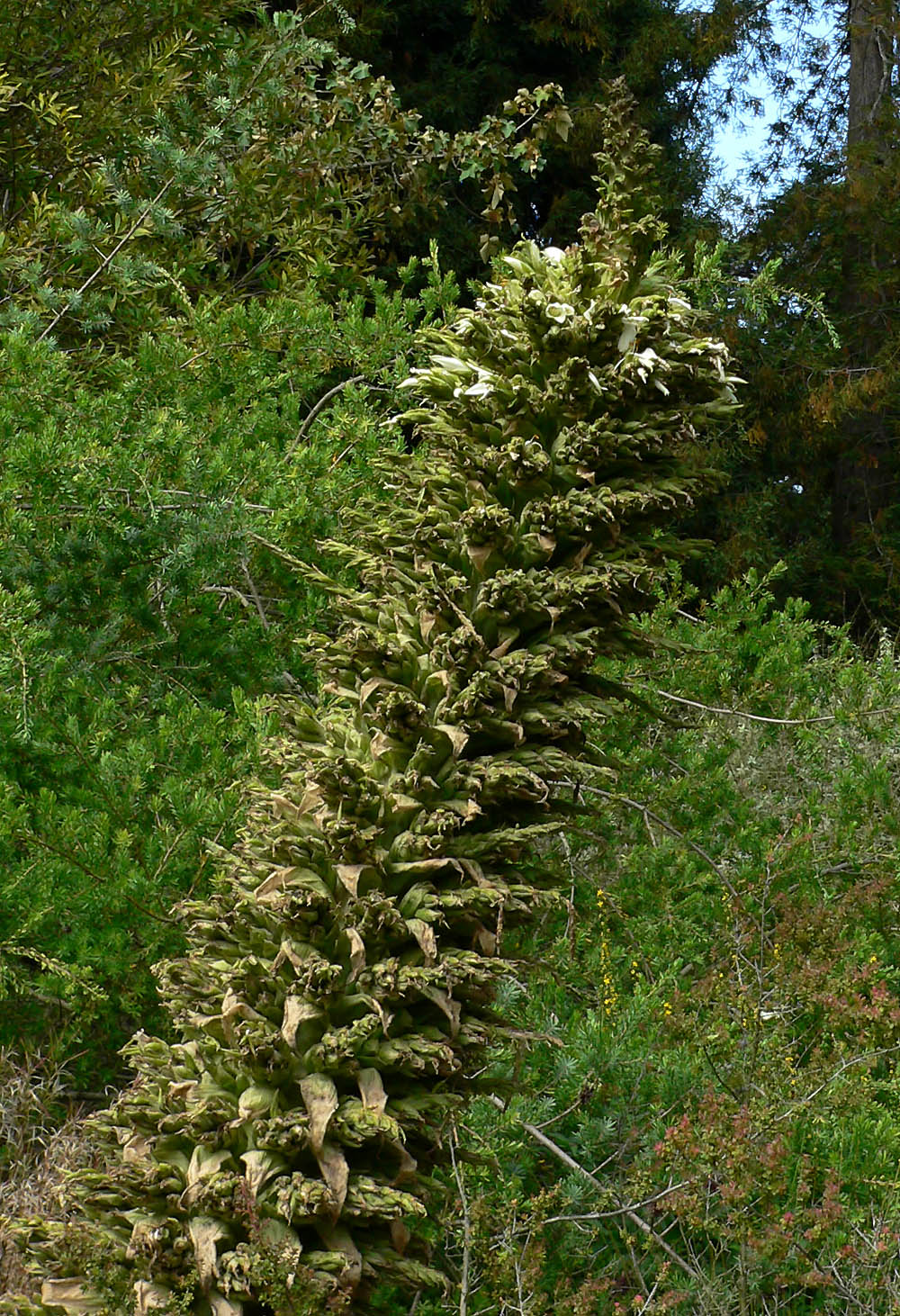
Oberer Teil des Blütenstandes
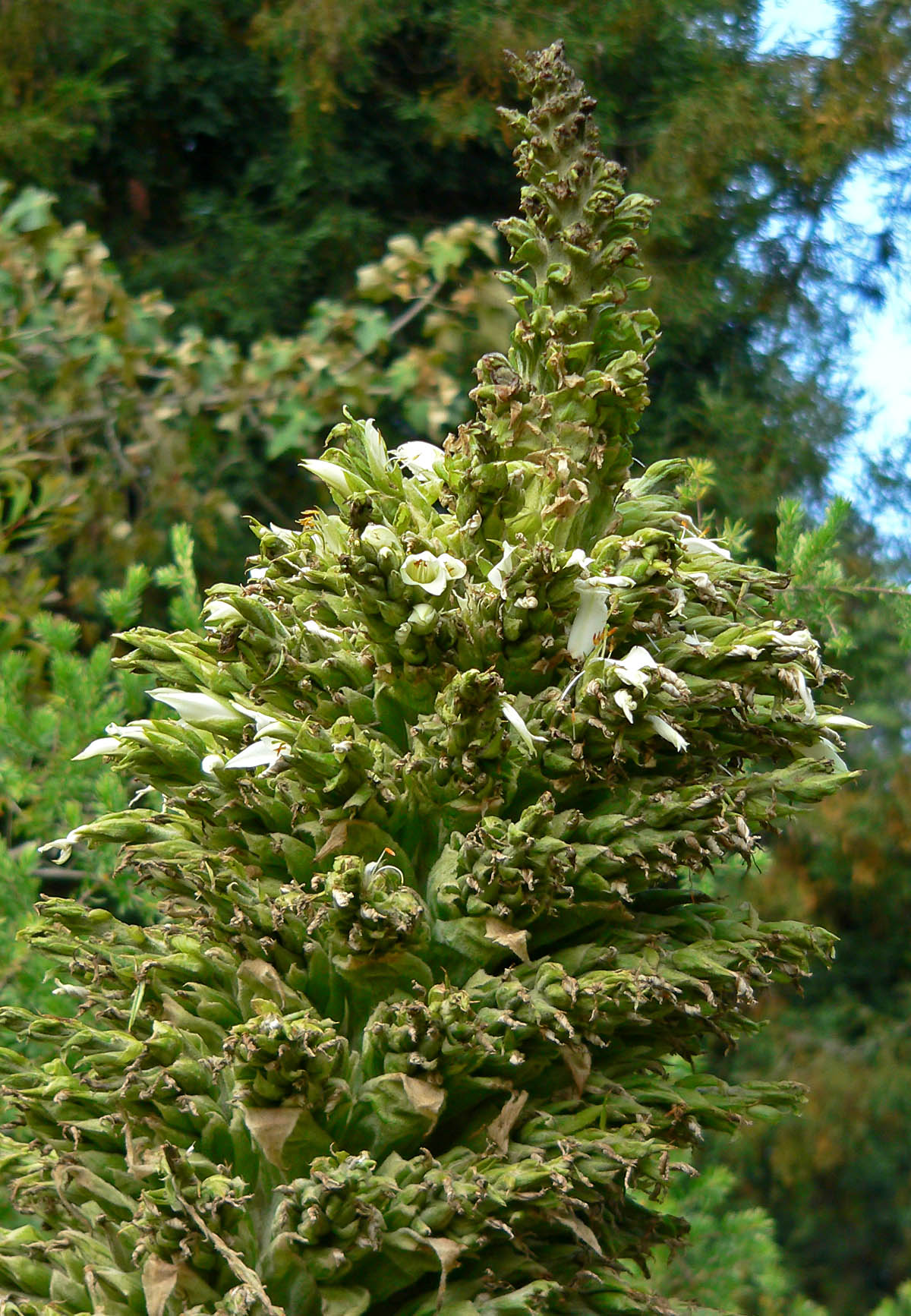
Ausschnitt des Blütenstandes
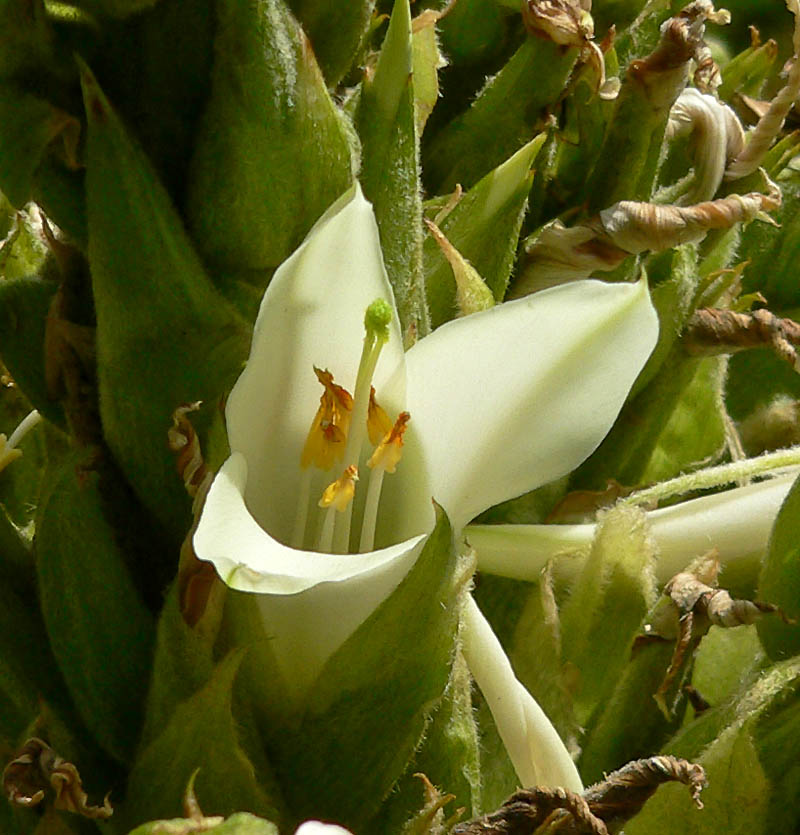
Blüte im Blütenstand

Puya raimondii, Peru, Carpa-Tal im Huascarán-Nationalpark, September 2016:

Bestand
Größenvergleich
Ausschnitt des Blütenstandes
Ausschnitt des Blütenstandes, mit Details der Teilblütenstände